# Episodi di Fiabe ungheresi (nona stagione)
La nona stagione di Fiabe ungheresi è stata prodotta nel 2011 e trasmessa da Magyar Televízió dal 23 dicembre dello stesso anno al 2 gennaio 2012.
| n° | Titolo originale                          | Prima TV Ungheria |
| -- | ----------------------------------------- | ----------------- |
| 1  | Halász János                              | 23 dicembre 2011  |
| 2  | A kőszívű ember                           | 24 dicembre 2011  |
| 3  | Szóló szőlő, mosolygó alma, csengő barack | 25 dicembre 2011  |
| 4  | A selyemrét                               | 26 dicembre 2011  |
| 5  | Sárkányölő Sebestyén                      | 27 dicembre 2011  |
| 6  | Mészáros Gyuri                            | 28 dicembre 2011  |
| 7  | Az elégedetlen fazék                      | 29 dicembre 2011  |
| 8  | A csudamadár                              | 30 dicembre 2011  |
| 9  | A szegény ember és a kutyacska'           | 31 dicembre 2011  |
| 10 | A rest legényről                          | 1º gennaio 2012   |
| 11 | Mátyás király aranyszőrű báránya          | 2 gennaio 2012    |